# Omalotheca
 Omalotheca  Cass., 1828 è un genere di piante angiosperme dicotiledoni della famiglia delle Asteraceae (sottofamiglia Asteroideae, tribù Gnaphalieae e sottotribù Gnaphaliinae).

## Etimologia
Il nome del genere deriva da due parole greche "omalo/homalo" (= liscio) e "theca" (= scatola, contenitore); insieme significa "rivestimento liscio".
Il nome scientifico del genere è stato definito dal botanico Alexandre Henri Gabriel de Cassini (1781-1832) nella pubblicazione " Dictionnaire des Sciences Naturelles, dans lequel on traite méthodiquement des différens êtres de la nature, considérés soit en eux-mêmes, d'aprés l'état actuel de nos connoissances, soit relativement à l'utilité quén peuvent retirer la médecine, l'agriculture, le commerce et les arts. Strasbourg. Edition 2" ( Dict. Sci. Nat., ed. 2. [F. Cuvier] 56: 218 ) del 1828.

## Descrizione

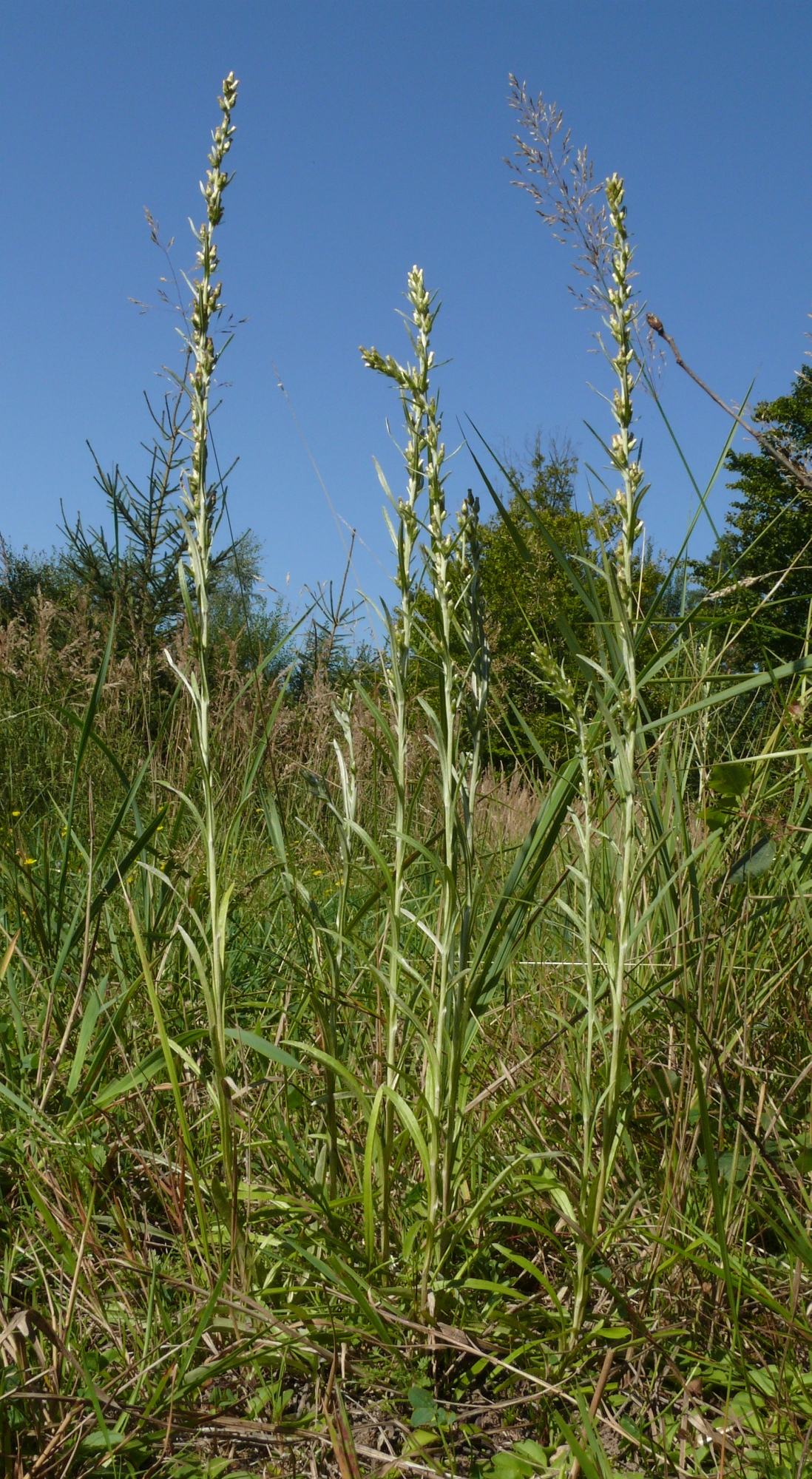
Il portamento
Omalotheca sylvatica

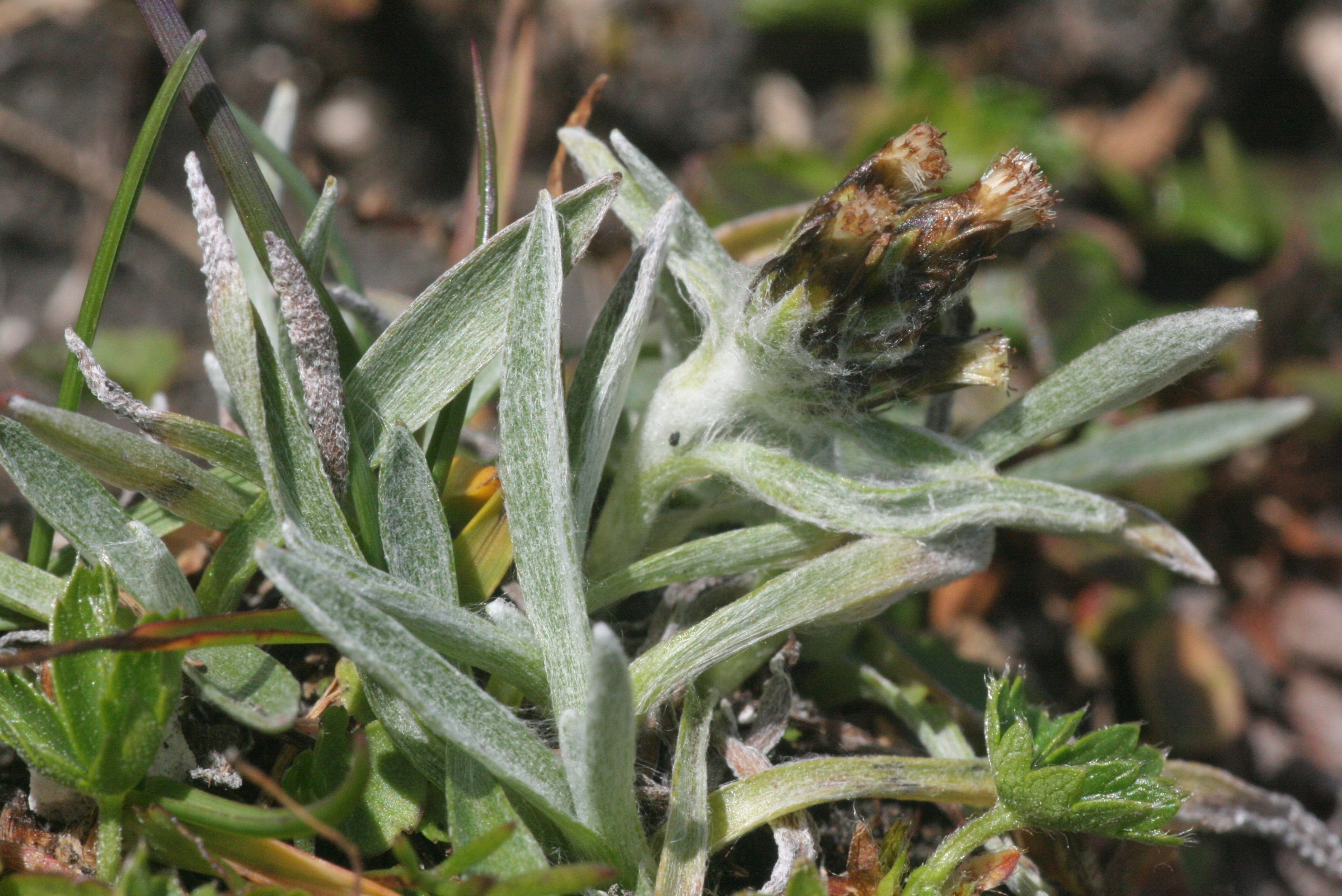
Le foglie
Omalotheca hoppeana

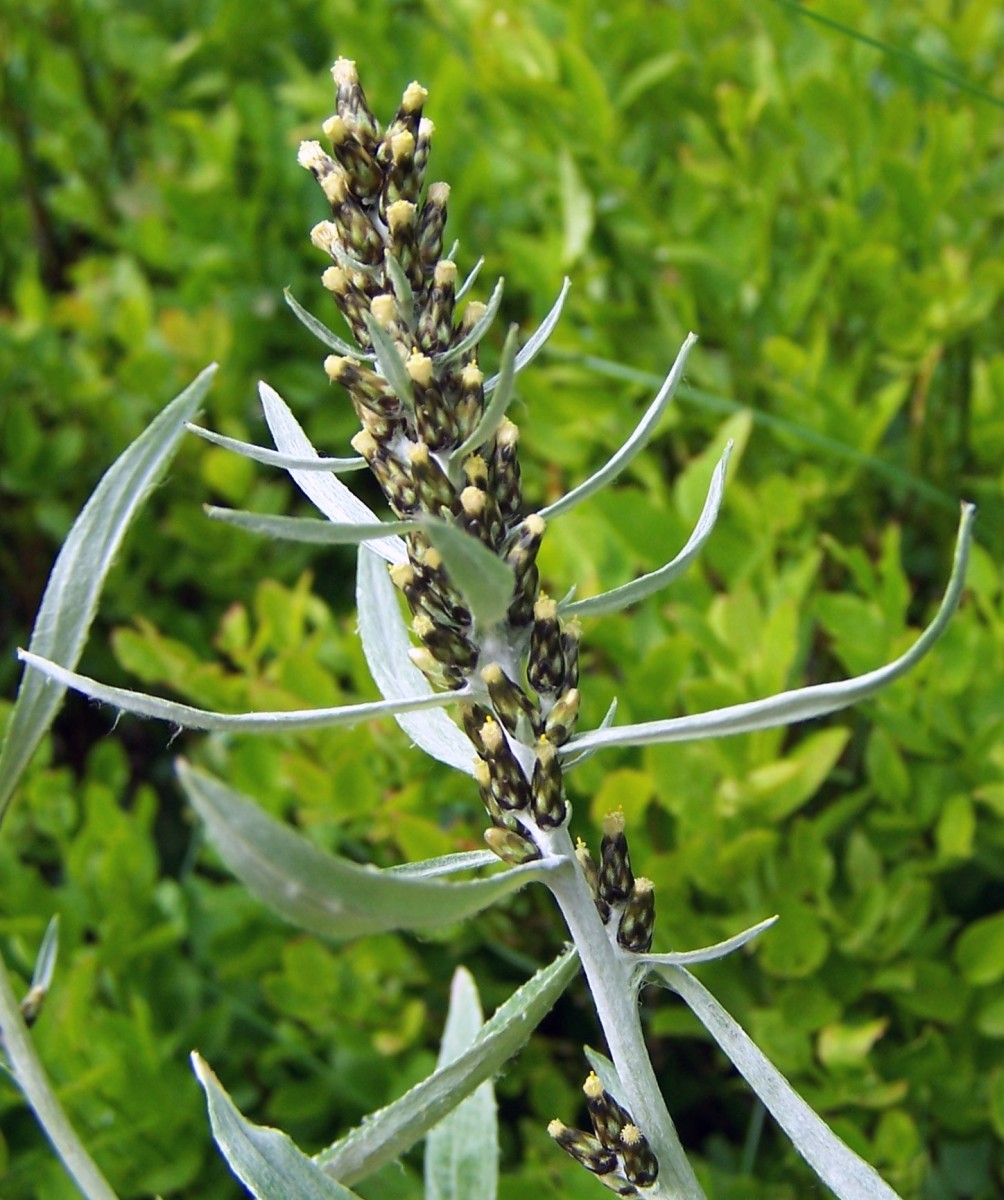
Infiorescenza
Omalotheca norvegica

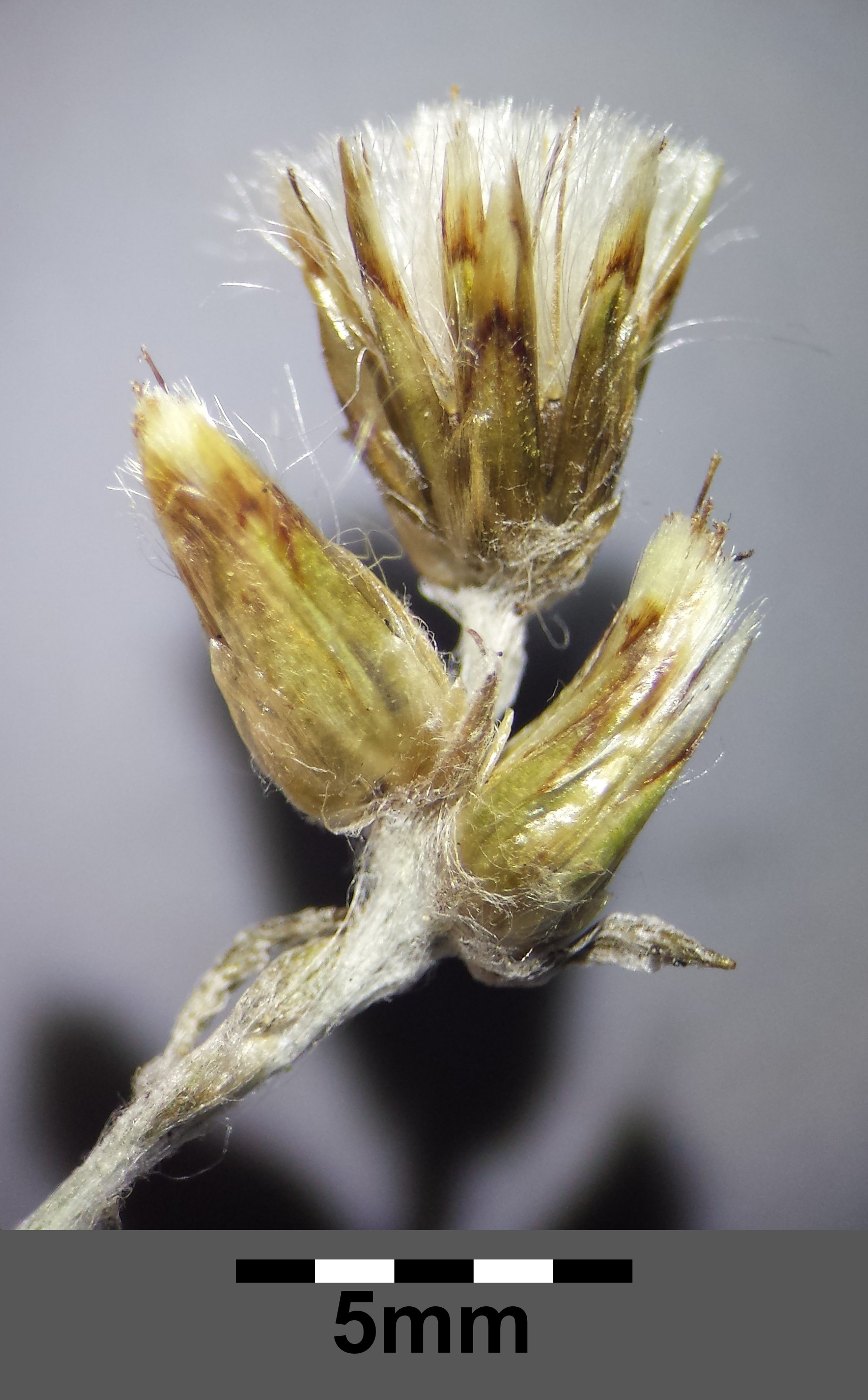
I fiori
Omalotheca sylvatica

Portamento. Le specie di questo gruppo hanno un habitus di tipo erbaceo perenne. I cauli di queste piante sono provvisti del floema, ma non di canali resiniferi; mentre i sesquiterpeni lattoni sono normalmente assenti (piante senza lattice).
Fusto. La parte aerea in genere è eretta, ramosa con superficie da lanosa-tomentosa a sericea. Le radici sono fibrose e rizomatose, ma non stolonifere. Altezza media: 2 – 70 cm.
Foglie. Le foglie in genere sono basali (in rosette persistenti) e cauline disposte in modo alternato e sono quasi sempre sessili (o sub-picciolate). La lamina è intera, piatta con forme generalmente da strettamente lanceolate a oblanceolate con basi a cuneo; i margini sono continui (in alcuni casi variano da concavi a involuti). Le foglie sono concolori o discolori; la superficie abassiale varia da bianca a grigia parzialmente tomentosa; quella adassiale varia da bianca (o grigia) a sericea (a volte verdastra).
Infiorescenza. Le sinflorescenze sono composte da diversi capolini raccolti in formazioni corimbose o spiciformi. Le infiorescenze vere e proprie sono formate da un capolino terminale di tipo disciforme (con fiori eterogami). I capolini sono formati da un involucro, con forme da turbinate a campanulate, composto da diverse brattee, al cui interno un ricettacolo fa da base ai fiori. Le brattee, a consistenza cartacea (all'apice) e colorate di brunastro, sono disposte in modo più o meno embricato su 2 - 3 serie e possono essere connate alla base (strati di stereoma indiviso);  talora possono avere un margine ialino. Il ricettacolo è nudo ossia senza pagliette a protezione della base dei fiori; la forma normalmente è piatta o concava. Dimensione dell'involucro: 5 – 6 mm.
Fiori.  I fiori sono tetra-ciclici (formati cioè da 4 verticilli: calice – corolla – androceo – gineceo) e pentameri (calice e corolla formati da 5 elementi). Sono inoltre tubulosi, attinomorfi e si distinguono in:
- fiori del disco esterni (da 35 a 70 per capolino): sono femminili e filiformi;
- fiori del disco centrali (da 3 a 4 per capolino): sono ermafroditi; le forme sono tubulari;

In questo gruppo di piante i fiori radiati (ligulati o del raggio) sono assenti; a volte sono confusi con i fiori femminili (tubulosi) del disco esterno più o meno sub-zigomorfi con un lembo piatto e possono essere interpretati come fiori del raggio.
- Formula fiorale:

*/x K {\displaystyle \infty }, [C (5), A (5)], G 2 (infero), achenio
- Calice: i sepali del calice sono ridotti ad una coroncina di squame.
- Corolla: la forma della corolla normalmente è tubolare con 5 lobi (raramente 4); i lobi hanno delle forme da lanceolate o deltate a lineari. I colori della corolla sono da violaceo a biancastro (fiori esterni); da violaceo a rossastro (fiori più interni).
- Androceo: l'androceo è formato da 5 stami sorretti da filamenti generalmente liberi; gli stami sono connati e formano un manicotto circondante lo stilo; le teche (produttrici del polline) sono prive di sperone, ma hanno la coda (una sola); le appendici apicali delle antere hanno delle forme piatte; il tessuto endoteciale (rivestimento interno dell'antera) è quasi sempre polarizzato (con due superfici distinte: una verso l'esterno e una verso l'interno). Il polline è di tipo echinato (con punte sporgenti) a forma sferica è formato inoltre da due strati di ectesine, mentre lo strato basale è spesso e regolarmente perforato (tipo “gnafaloide”).[7]
- Gineceo: l'ovario è infero uniloculare formato da 2 carpelli. Lo stilo (il recettore del polline) è intero o biforcato con due stigmi nella parte apicale. Gli stigmi hanno una forma da troncata a allungata e ottusa; possono essere ricoperti da minute papille o avere dei penicilli apicali o dorsali. Le superfici stigmatiche sono separate.[7]

Frutti. I frutti sono degli acheni con pappo. Gli acheni sono piccoli a forma da obovoide a cilindrica o fusiforme e leggermente compressi; la superficie può essere ricoperta di piccoli peli o papille; il pericarpo può essere percorso longitudinalmente da alcuni fasci vascolari. Il pappo, caduco, è formato da 15 - 25 setole, monoseriate, capillari barbate connate alla base in un anello oppure libere.

## Biologia
Impollinazione: tramite insetti (impollinazione entomogama tramite farfalle diurne e notturne).

Riproduzione: la fecondazione avviene fondamentalmente tramite l'impollinazione dei fiori.

Dispersione: i semi cadono a terra e vengono dispersi soprattutto da insetti come formiche (disseminazione mirmecoria). Un altro tipo di dispersione è zoocoria: gli uncini delle brattee dell'involucro (se presenti) si agganciano ai peli degli animali di passaggio che portano così i semi anche su lunghe distanze. Inoltre per merito del pappo il vento può trasportare i semi anche per alcuni chilometri (disseminazione anemocora).

## Distribuzione e habitat
Le specie di questo genere sono distribuite in Nord America, Europa e Asia settentrionale.

## Tassonomia
La famiglia di appartenenza di questa voce (Asteraceae o Compositae, nomen conservandum) probabilmente originaria del Sud America, è la più numerosa del mondo vegetale, comprende oltre 23.000 specie distribuite su 1.535 generi, oppure 22.750 specie e 1.530 generi secondo altre fonti (una delle checklist più aggiornata elenca fino a 1.679 generi). La famiglia attualmente (2021) è divisa in 16 sottofamiglie; la sottofamiglia Asteroideae è una di queste e rappresenta l'evoluzione più recente di tutta la famiglia.

### Filogenesi
Il genere di questa voce è descritto nella tribù Gnaphalieae, una delle 21 tribù della sottofamiglia Asteroideae. Da un punto di vista filogenetico, la tribù Gnaphalieae fa parte del supergruppo (o sottofamiglia) "Asteroideae grade"; l'altro è il supergruppo "Non-Asteroideae" contenente il resto delle sottofamiglie delle Asteraceae. All'interno del supergruppo è vicina alle tribù Senecioneae, Calenduleae, Astereae e Anthemideae.
La sottotribù Gnaphaliinae è caratterizzata da portamenti di vario tipo con specie ginomonoiche e monoiche, da foglie con margini interi, da capolini disciformi omogami o eterogami e raramente radiati (o subradiati), dallo stilo con rami troncati e superfici stigmatiche separate apicalmente, da acheni glabri o con tricomi allungati e pappo ridotto.
Il genere  Omalotheca appartiene al clade Flag, un gruppo informale monofiletico della sottotribù Gnaphaliinae che occupa una posizione più o meno "basale" e con il clade Australasian forma un "gruppo fratello". Il clade "FLAG" prende il nome dai suoi quattro generi più grandi: Filago, Leontopodium, Antennaria e Gamochaeta. In questo gruppo sono presenti specie dioiche (solo fiori femminili o solo fiori maschili) e piante a portamento cusciniforme. I capolini, in formazioni corimbose o spiciformi, possono essere sottesi da foglie bratteali. Il ricettacolo in alcuni casi è squamoso.
Il "Flag clade", da un punto di vista filogenetico, può essere suddiviso in due parti: il "Lucilia-group" basato sui tricomi degli acheni e il resto del clade (in posizione "basale") considerato "gruppo fratello" del primo. Nel "Lucilia-group" sono stati individuati 7 sottocladi ben supportati. Nelle analisi sono stati considerati alcuni caratteri dei tricomi degli acheni quali la globosità delle cellule basali, il portamento clavato e la lunghezza dei tricomi. Il genere  Omalotheca appartiene al gruppo "basale".
Il genere di questa voce è diviso in due gruppi:
- subg. Omalotheca. Caratteri: le inflorescenze sono formate da 1 - 10 capolini; gli acheni hanno delle forme compresso-obovoidi, mentre le setole del pappo sono distinte e cadono separatamente. Alcune specie: O. supina.
- subg. Gamochaetiopsis Schultz-Bipontinus & F. W. Schultz. Caratteri: le inflorescenze sono formate da 10 - 100 capolini; gli acheni hanno delle forme cilindriche, mentre le setole del pappo sono connate insieme e cadono in blocco. Acune specie: O. norvegica e O. sylvatica.

Il cladogramma seguente, tratto dallo studio citato e semplificato, mostra una possibile configurazione filogenetica di questo gruppo evidenziando il genere di questa voce.
|  | \| \| (Lucilia group) \| \| \| \| \| \| Leontopodium \| \| \| \| |
|  |                                                                  |
|  | Omalotheca                                                       |
|  |                                                                  |
|  | (Lucilia group)                                                  |
|  |                                                                  |
|  | Leontopodium                                                     |
|  |                                                                  |

|  | (Lucilia group) |
|  |                 |
|  | Leontopodium    |
|  |                 |

|  | \| \| Psilocarphus \| \| \| \| \| \| Micropus \| \| \| \| |
|  |                                                           |
|  | Hesperevax                                                |
|  |                                                           |
|  | Psilocarphus                                              |
|  |                                                           |
|  | Micropus                                                  |
|  |                                                           |

|  | Psilocarphus |
|  |              |
|  | Micropus     |
|  |              |

|  | Logfia     |
|  |            |
|  | Stylocline |
|  |            |

|  | \| \| Psilocarphus \| \| \| \| \| \| Micropus \| \| \| \| |
|  |                                                           |
|  | Hesperevax                                                |
|  |                                                           |
|  | Psilocarphus                                              |
|  |                                                           |
|  | Micropus                                                  |
|  |                                                           |

|  | Psilocarphus |
|  |              |
|  | Micropus     |
|  |              |

|  | Logfia     |
|  |            |
|  | Stylocline |
|  |            |

|  | \| \| Psilocarphus \| \| \| \| \| \| Micropus \| \| \| \| |
|  |                                                           |
|  | Hesperevax                                                |
|  |                                                           |
|  | Psilocarphus                                              |
|  |                                                           |
|  | Micropus                                                  |
|  |                                                           |

|  | Psilocarphus |
|  |              |
|  | Micropus     |
|  |              |

|  | Logfia     |
|  |            |
|  | Stylocline |
|  |            |

|  | \| \| Psilocarphus \| \| \| \| \| \| Micropus \| \| \| \| |
|  |                                                           |
|  | Hesperevax                                                |
|  |                                                           |
|  | Psilocarphus                                              |
|  |                                                           |
|  | Micropus                                                  |
|  |                                                           |

|  | Psilocarphus |
|  |              |
|  | Micropus     |
|  |              |

|  | Logfia     |
|  |            |
|  | Stylocline |
|  |            |

|  | \| \| (Lucilia group) \| \| \| \| \| \| Leontopodium \| \| \| \| |
|  |                                                                  |
|  | Omalotheca                                                       |
|  |                                                                  |
|  | (Lucilia group)                                                  |
|  |                                                                  |
|  | Leontopodium                                                     |
|  |                                                                  |

|  | (Lucilia group) |
|  |                 |
|  | Leontopodium    |
|  |                 |

|  | \| \| Psilocarphus \| \| \| \| \| \| Micropus \| \| \| \| |
|  |                                                           |
|  | Hesperevax                                                |
|  |                                                           |
|  | Psilocarphus                                              |
|  |                                                           |
|  | Micropus                                                  |
|  |                                                           |

|  | Psilocarphus |
|  |              |
|  | Micropus     |
|  |              |

|  | Logfia     |
|  |            |
|  | Stylocline |
|  |            |

|  | \| \| Psilocarphus \| \| \| \| \| \| Micropus \| \| \| \| |
|  |                                                           |
|  | Hesperevax                                                |
|  |                                                           |
|  | Psilocarphus                                              |
|  |                                                           |
|  | Micropus                                                  |
|  |                                                           |

|  | Psilocarphus |
|  |              |
|  | Micropus     |
|  |              |

|  | Logfia     |
|  |            |
|  | Stylocline |
|  |            |

|  | \| \| Psilocarphus \| \| \| \| \| \| Micropus \| \| \| \| |
|  |                                                           |
|  | Hesperevax                                                |
|  |                                                           |
|  | Psilocarphus                                              |
|  |                                                           |
|  | Micropus                                                  |
|  |                                                           |

|  | Psilocarphus |
|  |              |
|  | Micropus     |
|  |              |

|  | Logfia     |
|  |            |
|  | Stylocline |
|  |            |

|  | \| \| Psilocarphus \| \| \| \| \| \| Micropus \| \| \| \| |
|  |                                                           |
|  | Hesperevax                                                |
|  |                                                           |
|  | Psilocarphus                                              |
|  |                                                           |
|  | Micropus                                                  |
|  |                                                           |

|  | Psilocarphus |
|  |              |
|  | Micropus     |
|  |              |

|  | Logfia     |
|  |            |
|  | Stylocline |
|  |            |

|  | Filago       |
|  |              |
|  | Bombycilaena |
|  |              |

|  | \| \| (Lucilia group) \| \| \| \| \| \| Leontopodium \| \| \| \| |
|  |                                                                  |
|  | Omalotheca                                                       |
|  |                                                                  |
|  | (Lucilia group)                                                  |
|  |                                                                  |
|  | Leontopodium                                                     |
|  |                                                                  |

|  | (Lucilia group) |
|  |                 |
|  | Leontopodium    |
|  |                 |

|  | \| \| Psilocarphus \| \| \| \| \| \| Micropus \| \| \| \| |
|  |                                                           |
|  | Hesperevax                                                |
|  |                                                           |
|  | Psilocarphus                                              |
|  |                                                           |
|  | Micropus                                                  |
|  |                                                           |

|  | Psilocarphus |
|  |              |
|  | Micropus     |
|  |              |

|  | Logfia     |
|  |            |
|  | Stylocline |
|  |            |

|  | \| \| Psilocarphus \| \| \| \| \| \| Micropus \| \| \| \| |
|  |                                                           |
|  | Hesperevax                                                |
|  |                                                           |
|  | Psilocarphus                                              |
|  |                                                           |
|  | Micropus                                                  |
|  |                                                           |

|  | Psilocarphus |
|  |              |
|  | Micropus     |
|  |              |

|  | Logfia     |
|  |            |
|  | Stylocline |
|  |            |

|  | \| \| Psilocarphus \| \| \| \| \| \| Micropus \| \| \| \| |
|  |                                                           |
|  | Hesperevax                                                |
|  |                                                           |
|  | Psilocarphus                                              |
|  |                                                           |
|  | Micropus                                                  |
|  |                                                           |

|  | Psilocarphus |
|  |              |
|  | Micropus     |
|  |              |

|  | Logfia     |
|  |            |
|  | Stylocline |
|  |            |

|  | \| \| Psilocarphus \| \| \| \| \| \| Micropus \| \| \| \| |
|  |                                                           |
|  | Hesperevax                                                |
|  |                                                           |
|  | Psilocarphus                                              |
|  |                                                           |
|  | Micropus                                                  |
|  |                                                           |

|  | Psilocarphus |
|  |              |
|  | Micropus     |
|  |              |

|  | Logfia     |
|  |            |
|  | Stylocline |
|  |            |

|  | \| \| (Lucilia group) \| \| \| \| \| \| Leontopodium \| \| \| \| |
|  |                                                                  |
|  | Omalotheca                                                       |
|  |                                                                  |
|  | (Lucilia group)                                                  |
|  |                                                                  |
|  | Leontopodium                                                     |
|  |                                                                  |

|  | (Lucilia group) |
|  |                 |
|  | Leontopodium    |
|  |                 |

|  | \| \| Psilocarphus \| \| \| \| \| \| Micropus \| \| \| \| |
|  |                                                           |
|  | Hesperevax                                                |
|  |                                                           |
|  | Psilocarphus                                              |
|  |                                                           |
|  | Micropus                                                  |
|  |                                                           |

|  | Psilocarphus |
|  |              |
|  | Micropus     |
|  |              |

|  | Logfia     |
|  |            |
|  | Stylocline |
|  |            |

|  | \| \| Psilocarphus \| \| \| \| \| \| Micropus \| \| \| \| |
|  |                                                           |
|  | Hesperevax                                                |
|  |                                                           |
|  | Psilocarphus                                              |
|  |                                                           |
|  | Micropus                                                  |
|  |                                                           |

|  | Psilocarphus |
|  |              |
|  | Micropus     |
|  |              |

|  | Logfia     |
|  |            |
|  | Stylocline |
|  |            |

|  | \| \| Psilocarphus \| \| \| \| \| \| Micropus \| \| \| \| |
|  |                                                           |
|  | Hesperevax                                                |
|  |                                                           |
|  | Psilocarphus                                              |
|  |                                                           |
|  | Micropus                                                  |
|  |                                                           |

|  | Psilocarphus |
|  |              |
|  | Micropus     |
|  |              |

|  | Logfia     |
|  |            |
|  | Stylocline |
|  |            |

|  | \| \| Psilocarphus \| \| \| \| \| \| Micropus \| \| \| \| |
|  |                                                           |
|  | Hesperevax                                                |
|  |                                                           |
|  | Psilocarphus                                              |
|  |                                                           |
|  | Micropus                                                  |
|  |                                                           |

|  | Psilocarphus |
|  |              |
|  | Micropus     |
|  |              |

|  | Logfia     |
|  |            |
|  | Stylocline |
|  |            |

|  | Filago       |
|  |              |
|  | Bombycilaena |
|  |              |

I caratteri distintivi del genere  Omalotheca sono:
- il ciclo biologico è perenne;
- le sinflorescenze si presentano con molti capolini e con forme a pannocchia o racemo.

Il numero cromosomico delle specie di questo genere è: 2n = 28.

### Elenco delle specie
Questo genere ha 9 specie:
- Omalotheca caucasica (Sommier & Levier) Czerep.
- Omalotheca diminuta  (Braun-Blanq.) Bartolucci & Galasso
- Omalotheca hoppeana  (W.D.J.Koch) F.W.Schultz & Sch.Bip.
- Omalotheca leucopilina  (Schott & Kotschy ex Boiss.) Holub
- Omalotheca nanchuanensis  (Y.Ling & Y.Q.Tseng) Holub
- Omalotheca norvegica  (Gunnerus) F.W.Schultz & Sch.Bip.
- Omalotheca roeseri  (Boiss. & Heldr.) Holub
- Omalotheca supina  (L.) DC.
- Omalotheca sylvatica  (L.) F.W.Schultz & Sch.Bip.

### Specie della flora spontanea italiana
Nella flora spontanea italiana del gruppo di questa voce sono presenti le seguenti specie:
- Omalotheca diminuta (Braun-Blanq.) Bartolucci & Galasso
- Omalotheca hoppeana  (W.D.J.Koch) F.W.Schultz & Sch.Bip.
- Omalotheca norvegica  (Gunnerus) F.W.Schultz & Sch.Bip.
- Omalotheca supina  (L.) DC.
- Omalotheca sylvatica  (L.) F.W.Schultz & Sch.Bip.

#### Visione sinottica del genere in Italia
L’elenco seguente utilizza in parte il sistema delle chiavi analitiche (vengono cioè indicate solamente quelle caratteristiche utili a distingue un taxon dall'altro):
- 1A: i fusti sono allungati (fino a 60 cm); i capolini sono numerosi;

Omalotheca sylvatica  (L.) F.W.Schultz & Sch.Bip. - Canapicchia comune:  le foglie decrescono in lunghezza in modo progressivo dalla base del fusto all'apice; l'altezza massima della pianta è di 15 - 30 cm; il ciclo biologico è annuo; la forma biologica è emicriptofita scaposa (H scap); il tipo corologico è Circumboreale; l'habitat tipico sono i sentieri boschivi, i cedui e le schiarite dei boschi; in Italia è una specie comune al Nord è più rara al Sud e si trova fino ad una quota compresa tra 100 e 1.500 m s.l.m.. Nella "Flora d'Italia" questa specie è indicata come Gnaphalium sylvaticum L..
Omalotheca norvegica  (Gunnerus) F.W.Schultz & Sch.Bip. - Canapicchia norvegese: le foglie mediane del fusto sono più grandi di quelle basali; l'altezza massima della pianta è di 10 - 30 cm; il ciclo biologico è annuo; la forma biologica è emicriptofita scaposa (H scap); il tipo corologico è Artico / Alpico (Europeo); l'habitat tipico sono i sentieri boschivi e le schiarite dei boschi; in Italia è una specie rara e si trova al Nord fino ad una quota compresa tra 1.200 e 2.300 m s.l.m.. Nella "Flora d'Italia" questa specie è indicata come Gnaphalium norvegicum Gunnerus.
- 1B: i fusti sono brevi (3 - 6 cm); i capolini sono pochi (da1 a 6);

- 2A: le brattee inferiori dell'involucro sono lunghe come mezzo capolino, e alla fruttificazione sono patenti a stella;

Omalotheca supina  (L.) DC. - Canapicchia glaciale: l'altezza massima della pianta è di 2 - 12 cm; il ciclo biologico è annuo; la forma biologica è emicriptofita scaposa (H scap); il tipo corologico è (Circumboreale) Artico / Alpico; l'habitat tipico sono le vallette nivali e i pendii ghiaiosi lungamente innevati; in Italia è una specie rara al Nord e più rara al Centro e si trova fino ad una quota compresa tra 2.400 e 3.000 m s.l.m.. Nella "Flora d'Italia" questa specie è indicata come Gnaphalium supinum L..
- 2B: le brattee inferiori dell'involucro sono lunghe 1/3 del capolino, e alla fruttificazione sono erette;

Omalotheca hoppeana  (W.D.J.Koch) F.W.Schultz & Sch.Bip. - Canapicchia di Hoppe: i capolini hanno una sola serie di fiori femminili periferici (quelli centrali sono ermafroditi e sono abbondanti); l'altezza massima della pianta è di 2 - 10 cm; il ciclo biologico è annuo; la forma biologica è emicriptofita scaposa (H scap); il tipo corologico è Orofita Sud Est Europeo; l'habitat tipico sono le vallette nivali e i ghiaioni lungamente innevati; in Italia è una specie rara nelle Alpi orientali e più rara a occidente e si trova fino ad una quota compresa tra 2.200 e 2.650 m s.l.m.. Nella "Flora d'Italia" questa specie è indicata come Gnaphalium hoppeanum W.D.J.Koch.
Omalotheca diminuta (Braun-Blanq.) Bartolucci & Galasso - Canapicchia dell'Appennino: i capolini hanno due serie di fiori femminili periferici (quelli centrali sono ermafroditi e sono pochi); l'altezza massima della pianta è di 1 - 3 cm; il ciclo biologico è annuo; la forma biologica è emicriptofita scaposa (H scap); il tipo corologico è Endemico Appenninico; l'habitat tipico sono le stazioni lungamente innevate; in Italia è una specie molto rara e si trova solamente negli Appennini fino ad una quota compresa tra 2.300 e 2.700 m s.l.m.. Nella "Flora d'Italia" questa specie è indicata come Gnaphalium diminutum Braun-Blanq..

#### Specie della zona alpina
Delle 5 specie  spontanee della flora italiana solo 4 vivono sull'arco alpino. La tabella seguente mette in evidenza alcuni dati relativi all'habitat, al substrato e alla distribuzione delle specie alpine.
| Specie | Comunità vegetali | Piani vegetazionali | Substrato  | pH     | Livello trofico | H2O   | Ambiente | Zona alpina         |
| --- | ----------------- | ------------------- | ---------- | ------ | --------------- | ----- | -------- | ------------------- |
| Omalotheca hoppeana | 3                 | alpino              | Ca         | basico | basso           | medio | C3       | tutto l'arco alpino |
| Omalotheca norvegica | 11                | alpino subalpino    | Si         | acido  | medio           | medio | B6 F5    | tutto l'arco alpino |
| Omalotheca supina | 8                 | alpino              | Ca/Si - Si | acido  | basso           | umido | C3 F5 F6 | tutto l'arco alpino |
| Omalotheca sylvatica | 11                | subalpino montano   | Ca/Si - Si | acido  | medio           | medio | B6 F4 G1 | tutto l'arco alpino |
| Legenda e note alla tabella. Substrato: con “Ca/Si” si intendono rocce di carattere intermedio (calcari silicei e simili). Zona alpina: vengono prese in considerazione solo le zone alpine del territorio italiano (sono indicate le sigle delle province). Comunità vegetali: 3 = comunità delle fessure, delle rupi e dei ghiaioni; 8 = comunità delle vallette nivali alpine; 11 = comunità delle macro- e megaforbie terrestri Ambienti: B6 = tagli rasi forestali, schiarite, strade forestali; C3 = ghiaioni, morene e pietraie; F4 = prati e praterie magre rase; F5 = praterie rase subalpine e alpine; F6 = vallette nivali; G1 = lande e popolamenti a lavanda. |                   |                     |            |        |                 |       |          |                     |

### Sinonimi
Sono elencati alcuni sinonimi per questa entità:
- Synchaeta Kirp.